# Plinthocoelium domingoensis
Plinthocoelium domingoensis es una especie de escarabajo longicornio del género Plinthocoelium, tribu Callichromatini, orden Coleoptera. Fue descrita científicamente por Fisher en 1922.
El período de vuelo ocurre durante los meses de enero, abril, mayo, julio, septiembre, octubre y noviembre.

## Descripción
Mide 24-38 milímetros de longitud.

## Distribución
Se distribuye por Puerto Rico y República Dominicana.